# Husum (Örnsköldsvik)
Husum is een plaats in de gemeente Örnsköldsvik in het landschap Ångermanland en de provincie Västernorrlands län in Zweden. De plaats heeft 1709 inwoners (2005) en een oppervlakte van 404 hectare. De plaats ligt aan de Botnische Golf, ongeveer 25 kilometer ten noordoosten van de stad Örnsköldsvik. Bij de plaats monden de rivieren Husån en Gideälven uit in de zee. De Europese weg 4 loopt net ten westen van de plaats.